# Stawa Młyny
Stawa Młyny – stawa (znak nawigacyjny) w kształcie wiatraka, usytuowana na końcu Falochronu Zachodniego w Świnoujściu, przy ujściu Świny do Bałtyku. 

## Charakterystyka
Stawa Młyny wraz ze stawą Galeriową leżąca 522 m od niej na południe wyznaczają nabieżnik 170°12′ prowadzący torem wodnym do portu w Świnoujściu. Na szczycie stawy Młyny znajduje się przednie światło nabieżnika: białe, przerywane o okresie świecenia 10 s. (światło 7,5 s. przerwa 2,5 s.), widoczne w sektorze 166°12′-174°12′, wysokość światła ponad wodą 11 m, zasięg światła 17 Mm.

## Opis
Stawa ma 10 m wysokości, pomalowana jest na biało i ma czarny dach. Powstała w latach 1873-1874 podczas modernizacji toru wodnego.
Stawa Młyny jest jednym z symboli Świnoujścia, stanowiąc część oficjalnego logo miasta. Zdjęcia z „wiatrakiem” wykorzystywane są powszechnie w materiałach promocyjnych, na pocztówkach ze Świnoujścia, okładkach przewodników itp.

## Legenda
Ze Stawą Młyny związana jest legenda. Gdy Świnoujście stało się miastem portowym, jego mieszkańcy zaczęli pracować na statkach, wypływając na długie rejsy. Żony czekały na marynarzy, którzy wracali wyczerpani i postarzali. Jedna z nich, Alicja, zrozpaczona wyglądem swojego ukochanego Krzysztofa poszła w nocy nad brzeg morza i płakała. Tajemniczy głos kazał jej szukać ratunku w stojącym za nią wiatraku, z którego wyszedł stary młynarz. Kazał on przyjść Alicji następnego dnia wraz z mężem; wówczas polecił okładać go błotem, zażywać kąpieli w morzu i spacerować. Tydzień później zabrał go do wiatraka. Po pewnym czasie mąż Alicji wyszedł z wnętrza odmłodniały. Wiatrak szybko zaczęli odwiedzać także i inni marynarze. Gdy jednak umarł stary młynarz, okazało się, że nikt nie zna sekretów jego zabiegów, a mechanizm wiatraka stanął. Mimo to spragnieni odmłodzenia ludzie nadal przybywali – i przybywają także dziś – do Świnoujścia, by okładać się błotem, pływać i spacerować. 

## Stawa Młyny w kulturze
W 1976 stawa była wykorzystana w filmie Latarnik w reżyserii Zygmunta Skoniecznego. Dobudowano niewielki budynek oraz balkon, które po ukończeniu zdjęć rozebrano.